# Ford Fusion (Europa)
| Sonstige Messwerte                        |                                    |
| CO2-Emission:                             | 119–181 g/km                       |
| Kraftstoffverbrauch kombiniert (EG-Norm): | 4,5–7,6 l/100 km                   |
| Sterne im Euro NCAP-Crashtest             | Vier Sterne im Euro-NCAP-Crashtest |

Der Ford Fusion war ein Pkw-Modell des Automobilherstellers Ford. Es handelte sich dabei um einen Minivan, der von Herbst 2002 bis Mitte 2012 produziert wurde. Der Fusion wurde ausschließlich als Fünftürer angeboten und schloss die Lücke zwischen Ford Fiesta und Ford Focus.
Technisch basierte er auf dem von Ende 2001 bis Sommer 2008 produzierten Fiesta ’02. Die in den USA angebotene Ford-Limousine mit der Bezeichnung Fusion hat mit dem europäischen Modell trotz gleichen Namens keine Gemeinsamkeiten.
Die erste Modellgeneration des Mazda 2 (2003–2007) baute auf der Plattform des Ford Fusion auf.
Im November 2012 wurde er nach zehn Jahren Bauzeit durch den Ford B-MAX ersetzt.

## Design
Die Karosserie des Fusion lehnte sich an das weiterentwickelte New-Edge-Design des Fiesta ’02 an, wobei die Form der Frontscheinwerfer ähnlich dem Ford Transit und dem kleineren Ford Transit Connect war. Nachdem ab Frühjahr 2006 bei sämtlichen anderen aktuellen Ford-Modellen neue Modellgenerationen im „Kinetic Design“ eingeführt wurden, unterschied sich der Fusion optisch stark von der restlichen Modellpalette.
Wegen seiner höheren Sitzposition bot er einen bequemeren Einstieg als herkömmliche Kleinwagen und besaß mit einem ladekantenfreien Gepäckraum von 337 Liter ein zusätzliches Laderaumvolumen von 53 Liter im Vergleich zum fünftürigen Fiesta.

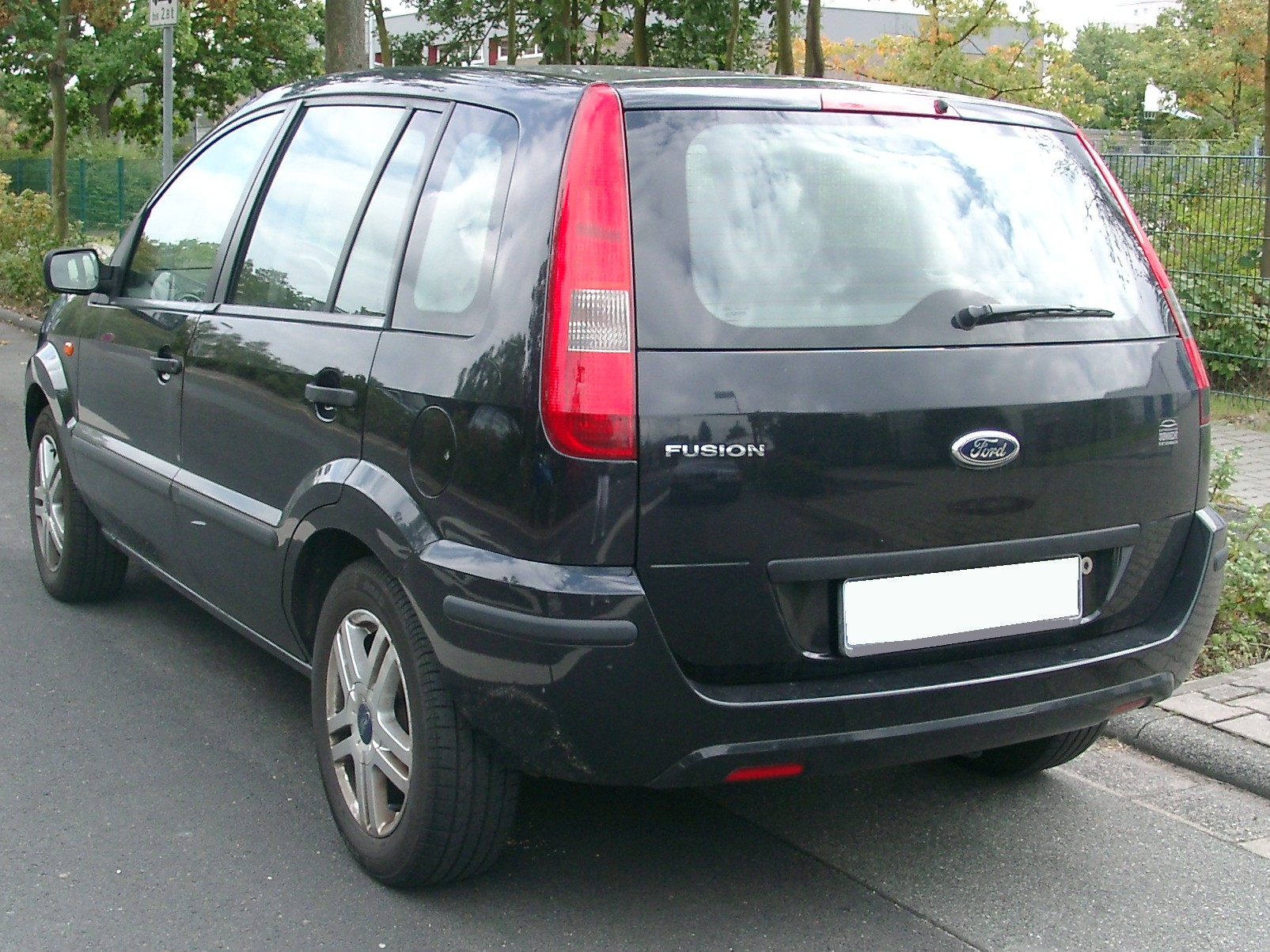
Heckansicht
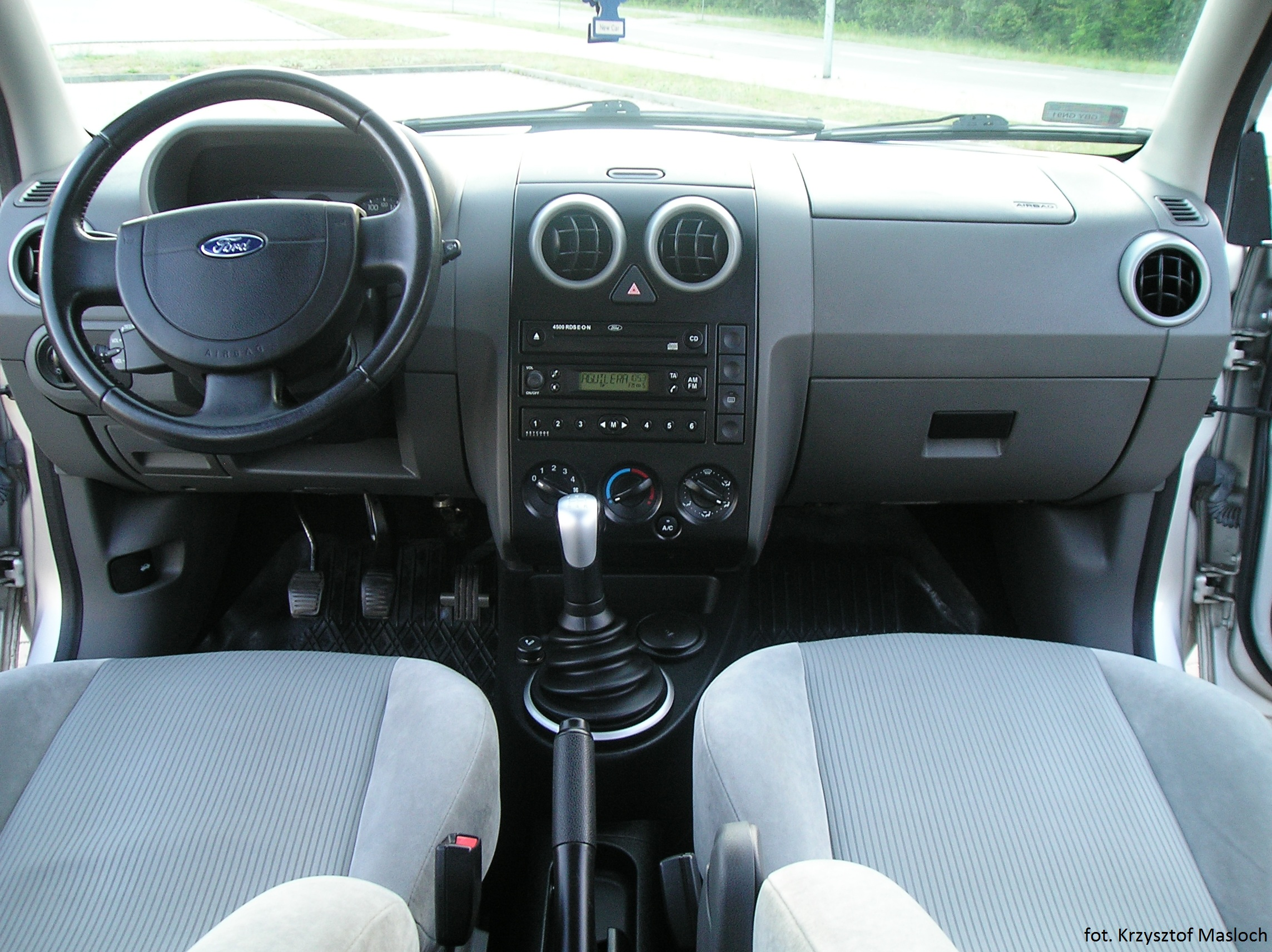
Cockpit

## Ausstattungsvarianten
Der Fusion wurde zunächst in den Ausstattungsvarianten Ambiente, Trend, Elegance und Fusion+ angeboten. Alle Fusion-Modelle verfügten über Servolenkung (beim 1,6-Liter-Dieselmotor elektro-hydraulisch), ABS, innenbelüftete Scheibenbremsen vorn, Trommelbremsen hinten, vier Airbags, Seitenaufprallschutz, höhenverstellbaren Fahrersitz wie auch Lenksäule, Pollenfilter, Drehzahlmesser und eine 40:60 teilbare Rücksitzbank und -lehne.
- Ambiente – Grundmodell, in der Schweiz nicht erhältlich
- Trend – mit Zentralverriegelung, elektr. Fensterheber vorn, elektr. einstell- und beheizbare Spiegel, Lederlenkrad, klappbare Beifahrersitzlehne
- Elegance – (Analog zu den „Ghia“-Modellen der anderen Ford-Modelle), mit stärkerer Motorisierung, Nebelscheinwerfer, Kühlergrill mit Chromrahmen, Zentralverriegelung mit Funkfernbedienung, elektr. einstell- u. beheizbare Spiegel, elektr. Fensterheber vorn, Klimaanlage, höherwertige Audiosysteme und Sitzbezüge, Lederlenkrad und -Schaltknauf, Türgriffe Schaltknauf und Mittelkonsole mit Dekor aus gebürstetem Chrom, ab 2005: Bordcomputer, Licht-u. Regensensor. Der Fusion Elegance wurde offiziell stets als Topmodell der Baureihe geführt.
- Fusion+ – hat zusätzlich zum Trend höherwertige Sitzbezüge, 16"-Leichtmetallräder, Bordcomputer (je nach Markt), Klimaanlage, Radio mit CD, anklappbare Außenspiegel, Aerodynamik-Paket, Regensensor, Schaltknauf in Leder, Alu-Dekor, hintere Scheiben dunkel getönt, Schutzleisten in Wagenfarbe, Sitzheizung (je nach Markt). Nur für diese Version gab es gegen Aufpreis auch Echtledersitze. In Österreich und der Schweiz war diese Version unter dem Namen Plus erhältlich. Der Fusion Plus+ hatte als Lifestylemodell (analog zum Mondeo Titanium) eine Sonderstellung innerhalb der Palette.

Sondermodelle für den deutschen Markt:
- Style – (Basis Ambiente) mit Zentralverriegelung, CD-Radio mit Fernbedienung, Klimaanlage, klappbare Beifahrersitzlehne, Schutzleisten in Wagenfarbe, Schaltknauf in Leder, Sitzbezüge wie Trend
- Calero – wie Style, aber zusätzlich Funk-Zentralverriegelung, elektr. Fensterheber vorn, Alu-Dekor, Lederlenkrad, Nebelscheinwerfer, 15"-Leichtmetallräder und eine spezielle Außen-Optik im Offroad-Design (Unterfahrschutz und Aerodynamik-Paket)
- Black Magic – dieses Editionsmodell (Basis Style) bot eine Reihe von Besonderheiten, die nur hier erhältlich waren: Leder-Alcantara-Polsterung in schwarz, 16-Zoll-Leichtmetallräder in schwarz, LED-Beleuchtung im Fußraum vorne, Ladekantenschutz in Alu-Look

Sondermodell für den österreichischen Markt:
- ecosport – Basierte auf dem Trend und bot zusätzlich Funk-Zentralverriegelung, Lederlenkrad, Nebelscheinwerfer, Radio mit CD, Klimaanlage, Schutzleisten in Wagenfarbe, in den ersten Jahren auch noch Alu-Innendekor

Gegen Aufpreis waren für alle Modelle eine dritte Kopfstütze hinten und Kopf-Schulterairbags vorn und hinten lieferbar. Das ESP mit ASR und Bremsassistent war nur in Verbindung mit einem Bordcomputer erhältlich. ESP konnte jedoch nicht bei Fahrzeugen mit dem 59 kW (80 PS)-Ottomotor, mit Durashift EST oder dem Automatikgetriebe bestellt werden.

## Motorenpalette
Angeboten wurden drei Otto- und zwei Dieselmotoren mit Leistungen zwischen 50 und 74 kW, auch in Verbindung mit einer 4-Gang-Vollautomatik bzw. einem automatisierten 5-Gang-Schaltgetriebe (Durashift-EST, Electronic Shift Technology). Mit einem Verbrauch von 4,5 Litern auf 100 km und einem Kohlenstoffdioxid-Ausstoß von 119 g/km gehörte die 50-kW-Dieselversion des Fusion im Frühjahr 2007 zu den weniger umweltbelastenden Fahrzeugen. Die Dieselmotoren wurden fast unverändert vom Kooperationspartner Peugeot übernommen. Diese Zusammenarbeit hat eine jahrzehntelange Tradition. Im Ford Granada der zweiten Generation wurde seinerzeit zum ersten Mal ein Peugeot-Dieselmotor mit 2,1 l Hubraum verbaut.
Alle Motoren erreichten die Abgasnorm Euro 4. Der 1,4-Liter-Dieselmotor (50 kW) mit ESP bzw. mit Durashift-Getriebe (ohne ESP) verfügte anfangs nur über die Einstufung Euro 3. Beide Dieselmotoren besaßen ab Werk keine Partikelfilter, sie konnten aber nachgerüstet werden.

### Technische Daten
| Ford Fusion:               | 1.25                              | 1.4                               | 1.6                               | 1.4 TDCi                          | 1.6 TDCi                          |
| -------------------------- | --------------------------------- | --------------------------------- | --------------------------------- | --------------------------------- | --------------------------------- |
| Motor:                     | 4-Zylinder-Reihenmotor (Viertakt) | 4-Zylinder-Reihenmotor (Viertakt) | 4-Zylinder-Reihenmotor (Viertakt) | 4-Zylinder-Reihenmotor (Viertakt) | 4-Zylinder-Reihenmotor (Viertakt) |
| Treibstoff:                | Benzin                            | Benzin                            | Benzin                            | Diesel                            | Diesel                            |
| Hubraum:                   | 1242 cm³                          | 1388 cm³                          | 1596 cm³                          | 1399 cm³                          | 1560 cm³                          |
| Leistung bei 1/min:        | 55 kW (75 PS)/ 6000               | 59 kW (80 PS)/ 5700               | 74 kW (101 PS)/ 6000              | 50 kW (68 PS)/ 4000               | 66 kW (90 PS) / 4000              |
| Max. Drehmoment bei 1/min: | 110 Nm/ 4000                      | 124 Nm/ 3500                      | 146 Nm/ 4000                      | 160 Nm/ 2000                      | 204 Nm/ 1750                      |
| Getriebe:                  | 5-Gang                            | 5-Gang oder Durashift-EST         | 5-Gang oder 4-Gang-Automatik      | 5-Gang oder Durashift-EST         | 5-Gang                            |
| Höchstgeschwindigkeit:     | 159 km/h                          | 163 km/h Durashift-EST: 164 km/h  | 178 km/h Automatik: 176 km/h      | 158 km/h Durashift-EST: 158 km/h  | 176 km/h                          |
| Beschleunigung 0–100 km/h: | 15,5 s                            | 14,0 s Durashift-EST: 15,3        | 11,1 s Automatik: 13,1 s          | 16,1 s Durashift-EST: 17,5 s      | 12,9 s                            |
| Verbrauch in Liter/100 km  | 6,4 S                             | 6,5 S Durashift-EST: 6,3 S        | 6,6 S Automatik: 7,6 S            | 4,6 D Durashift-EST: 4,5 D        | 4,5 D                             |
| CO2-Ausstoß in g/km        | 152                               | 154 Durashift-EST: 149            | 157 Automatik: 181                | 122 Durashift-EST: 119            | 119                               |

## Modellpflege
Im September 2005 wurde der Fusion einer Modellpflege unterzogen. Äußerlich durch die gelb abgesetzten Blinker in den Frontscheinwerfern, anderen Heckleuchten und breiteren Seitenschutzleisten zu erkennen, wurden auch die Armaturentafel (nun gepolstert), die Sitzbezüge und die Ausstattungsvarianten geändert.
Anfang 2011 wurde das Motorenangebot stark eingeschränkt. Es waren von da an nur noch zwei Ottomotoren mit 1,4 und 1,6 Litern Hubraum erhältlich (59 bzw. 74 kW), die jedoch nun die Abgasnorm Euro 5 erfüllten. Dieselmotoren standen keine mehr im Angebot, was den Auslaufcharakter der Modellreihe unterstrich. Zum selben Zeitpunkt wurde der Fusion auf einigen Märkten mit verchromten Türgriffen außen und einer Chromzierleiste in den lackierten Seitenschutzleisten ausgeliefert.
Anfang 2012 wurde schließlich die höherwertige Version Fusion+ als auch der 1,6-Liter-Ottomotor aus dem Programm genommen.

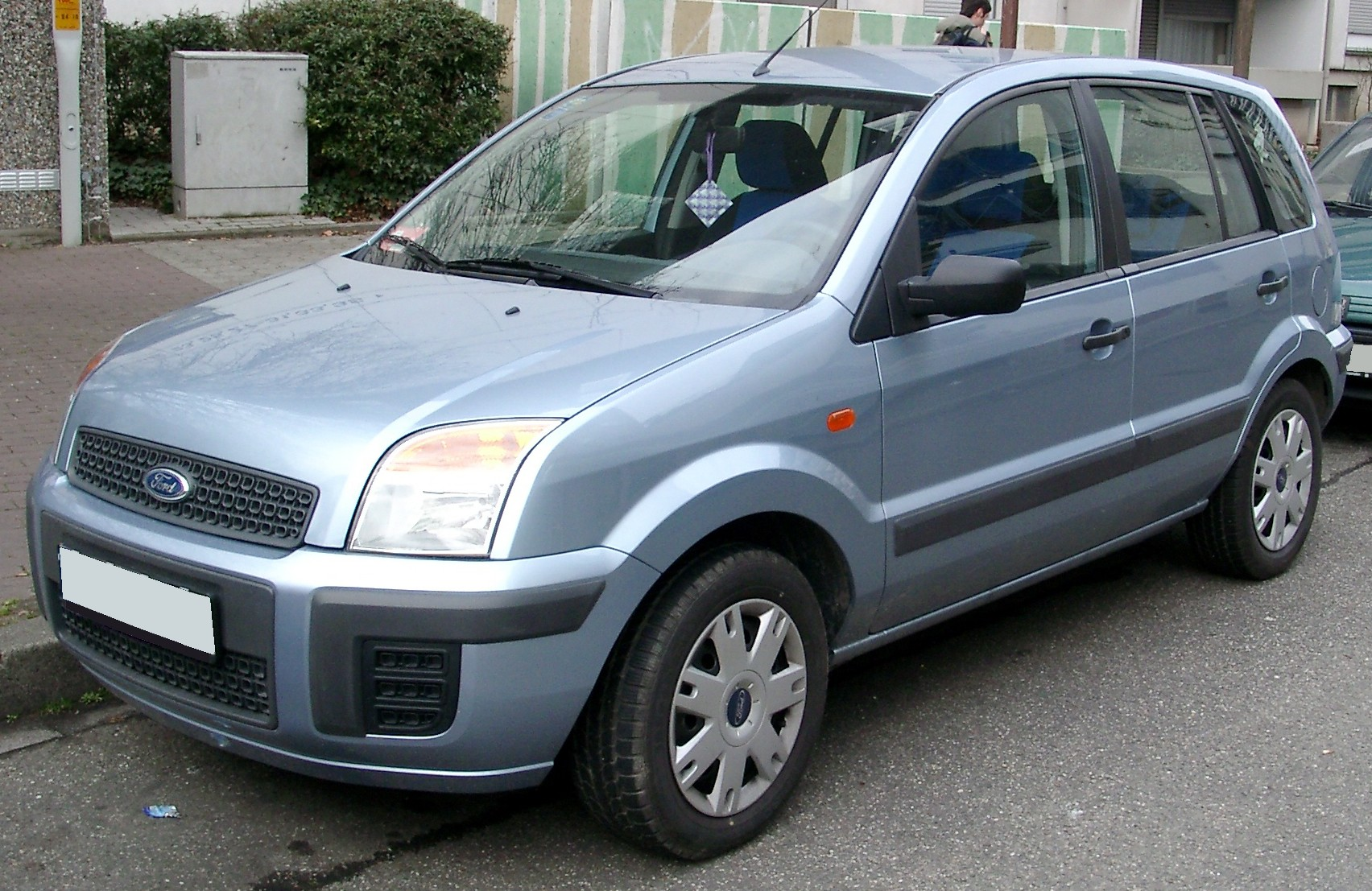
Ford Fusion (2005–2012)
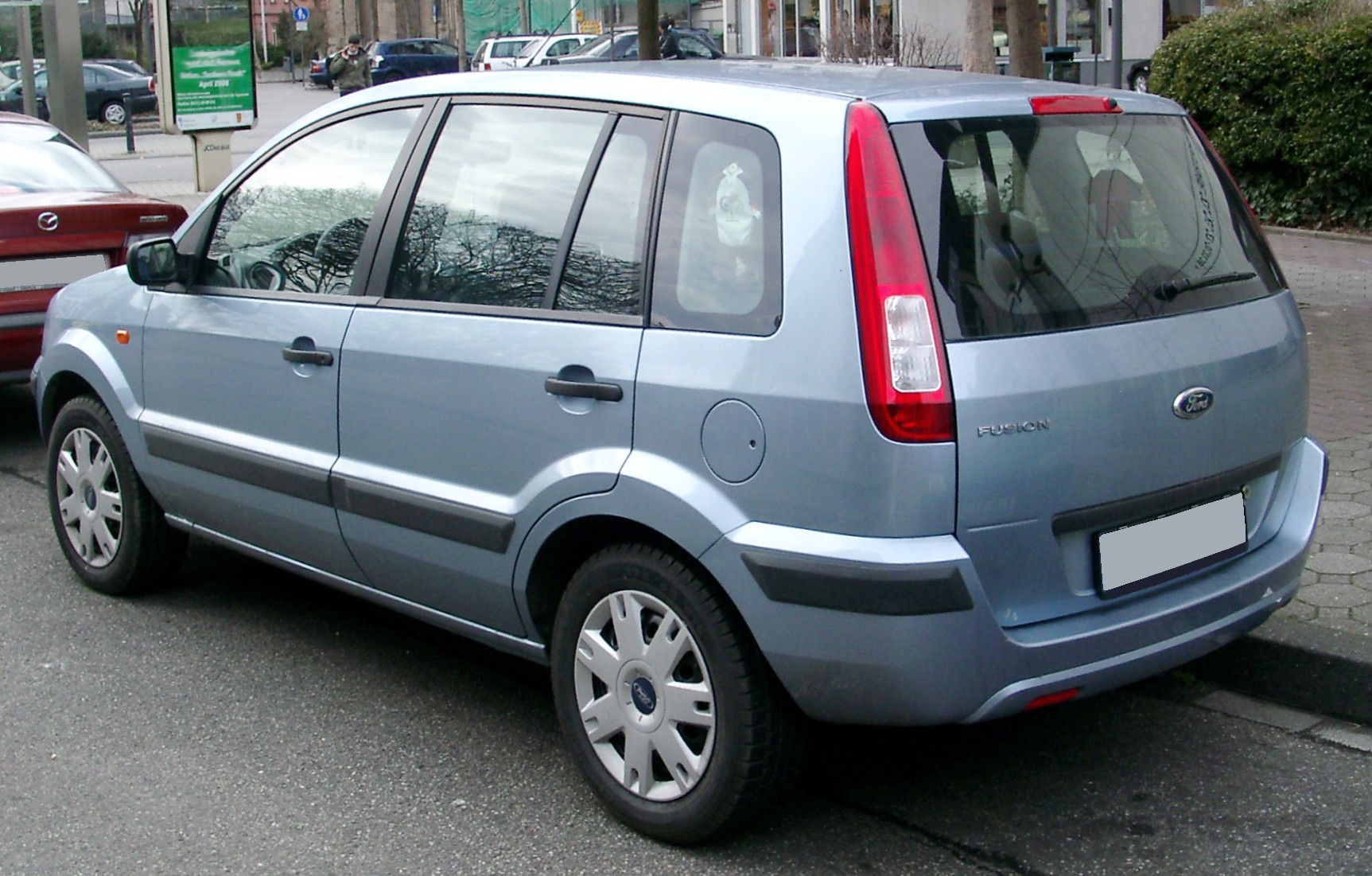
Heckansicht
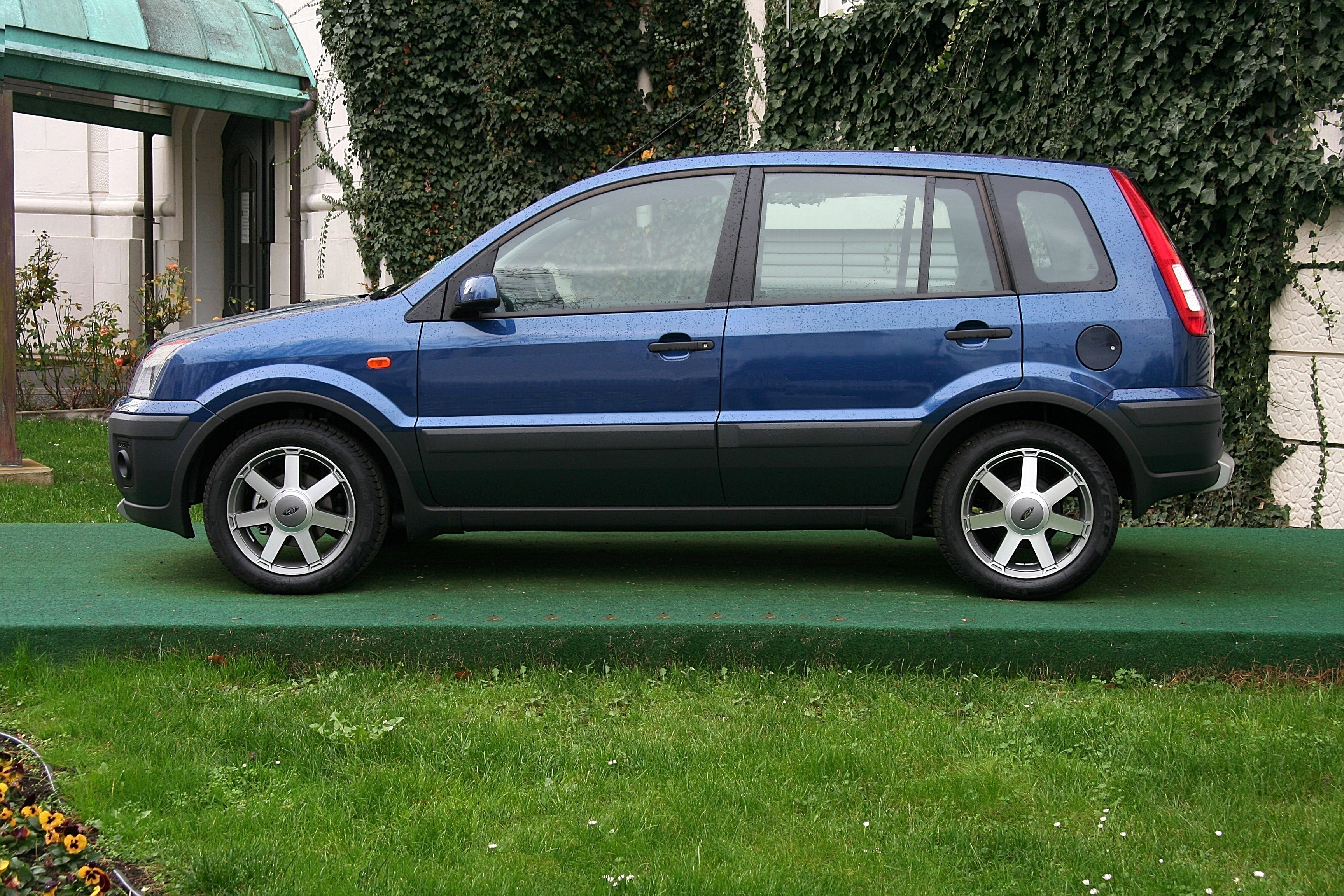
Ford Fusion Calero (2008)

In Österreich waren bis auf den 1,25-Liter-Ottomotor sämtliche Motoren erhältlich, die auch in Deutschland angeboten werden. In der Schweiz waren nur die jeweils stärkste Otto- und Dieselmotorisierung erhältlich.

## Produktion
Der Fusion wurde bei Ford in Köln-Niehl produziert und von dort in über 50 Länder exportiert, darunter nach Angola, Australien, Hongkong, Japan, Neuseeland, Singapur und Südafrika. Als das am weitesten entfernte Ziel galt die Pazifikinsel Tahiti. Die Exportquote des Kölner Werkes lag bei 83 Prozent, die größten Auslandsmärkte waren Großbritannien, Italien, Frankreich, Benelux und Russland.
Die Produktion des Fusion endete im Juni 2012, das Modell ist aufgrund seiner Nutzung als Einsatzwagen des Kölner Ordnungsamtes im Stadtbild der Stadt immer noch sehr präsent.
Nachfolger des Fusion wurde der auf dem Autosalon in Genf 2011 präsentierte Ford B-MAX, dessen Fertigung im Sommer 2012 begann.

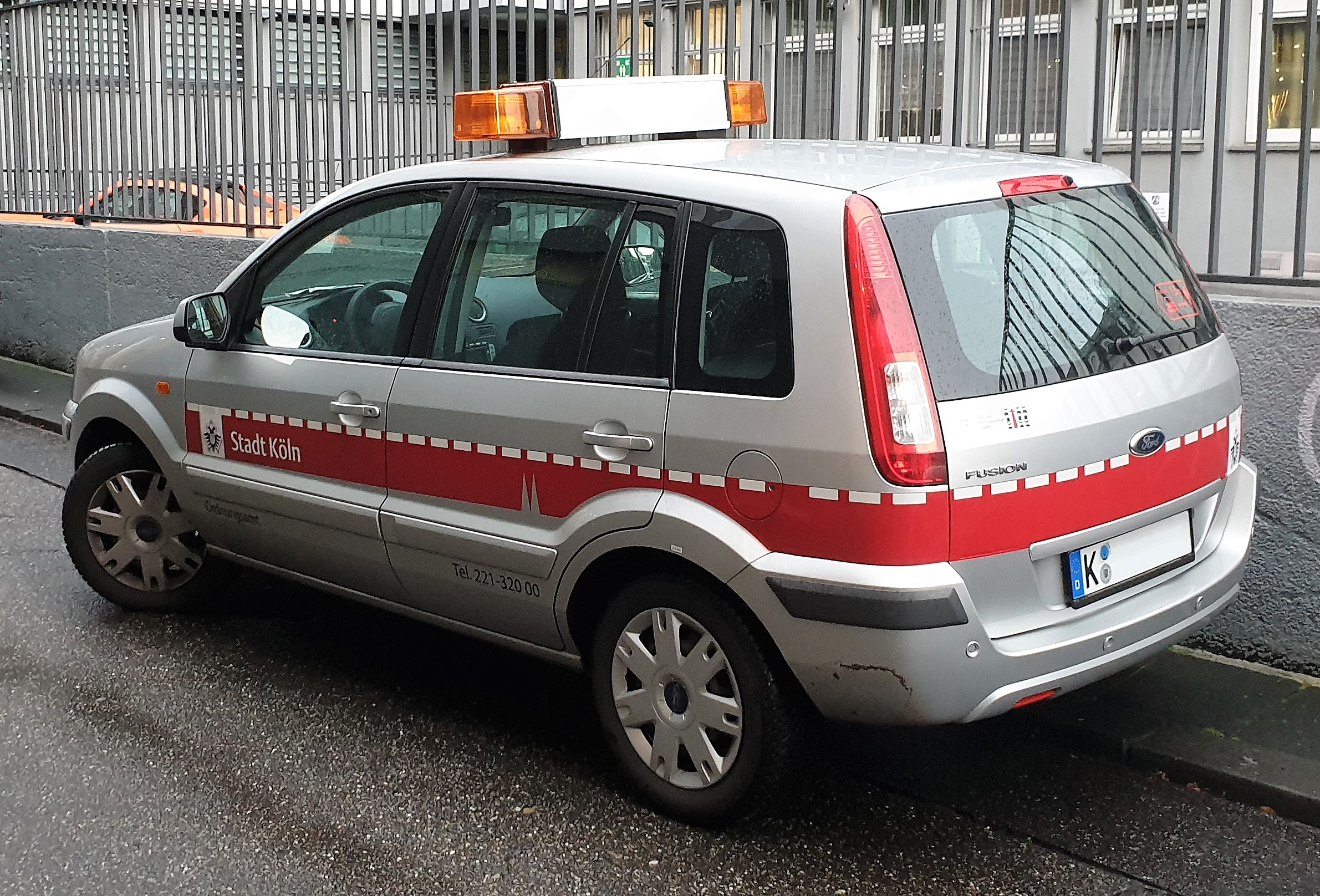
Ein Fusion als Einsatzwagen des Ordnungsamtes in Köln